# Старый Акбуляк
Старый Акбуляк (баш. Иҫке Аҡбүләк) — деревня в Караидельском районе Республики Башкортостан Российской Федерации. Административный центр Староакбуляковского сельсовета.

## География
Деревня находится на берегу реки Байка.

### Географическое положение
Расстояние до:
- районного центра (Караидель): 18 км,
- ближайшей ж/д станции (Щучье Озеро): 75 км.

## Население
| 2002 | 2009 | 2010 |
| ---- | ---- | ---- |
| 546  | ↗560 | ↘502 |

### Национальный состав
Согласно переписи 2002 года, преобладающая национальность — башкиры (94 %).

## Религия
В деревне есть мечеть.